# Basilisco (artilharia)

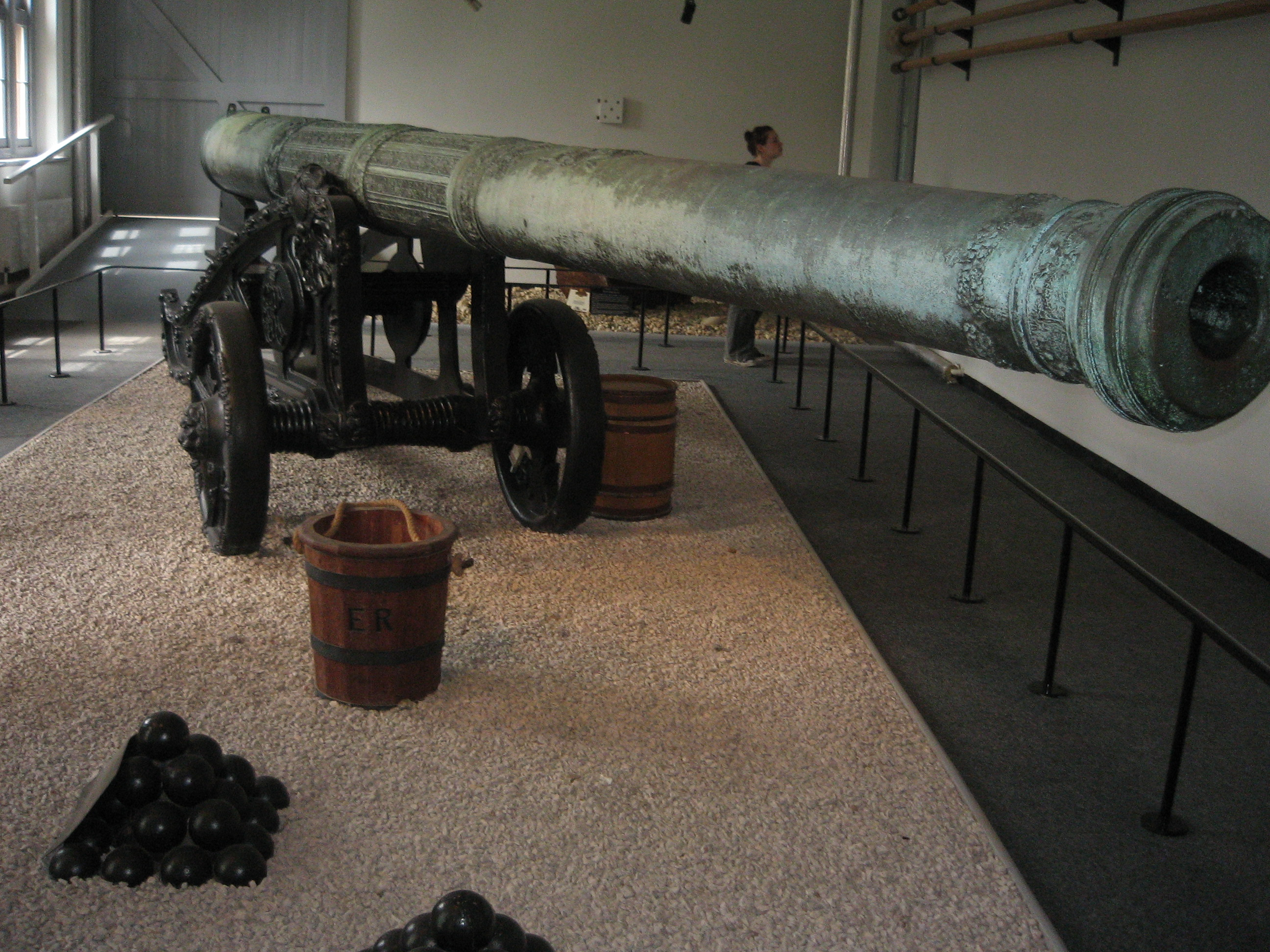
Basilisco

O basilisco era um canhão de bronze muito pesado usado extensivamente durante a Baixa Idade Média e no Renascimento.
O cano de um basilisco costumava pesar até duas toneladas e podia ter um calibre de até 15 cms. Em média, possuíam um comprimento de cerca de 3 metros, embora variasse consoante fabricante e país, podendo atingir até 3 vezes esse tamanho.
O basilisco recebeu o nome do basilisco mitológico: uma serpente venenosa cuspidora de fogo que poderia causar destruição em grande escala e matar suas vítimas apenas com o olhar.  Pensou-se que a simples visão de seu tiro de 80 kg seria suficiente para assustar o inimigo. De facto, o basilisco era utilizado como artilharia pesada e equipava fortes e os maiores navios do século XVI.
Durante o século XVI, com a expansão do Império Português e com o desenvolvimento exponencial do tamanho e poder militar das naus e galeões portugueses, maior parte das naus possuía canhões pesados, e muitas eram equipadas com basiliscos.
Aquando o naufrágio da nau Flor de Rosa, em 1528, foi perdido um basilisco que Nuno da Cunha pretendia levar para uma das fortalezas e feitorias das possessões portuguesas no Índico.
Em 1588 a maior parte dos navios Armada Invencível foram equipados com muitos basiliscos para a sua invasão da Inglaterra com a intenção de usá-los para sitiar cidades leais a Isabel I. Muitas dessas armas foram perdidas quando os navios naufragaram e na viagem de regresso à Espanha.
Devido ao seu grande tamanho, o basilisco caiu em desuso pelos generais europeus, que preferiam uma artilharia mais leve, precisa e móvel no final do século XVI. Um exemplo  é o canhão maltês, construído na Holanda em 1607 e, como muitos de seus contemporâneos, era equipado com uma carruagem substituível durante as Guerras Napoleónicas.